# Estádio de Mogadíscio
O Estádio de Mogadíscio (em somali: Garoonka Muqdisho) é um estádio multiuso localizado em Mogadíscio, capital da Somália. É o principal estádio do país, tendo capacidade para receber até 65 000 espectadores e recebe, para além de partidas de futebol, competições de atletismo, basquetebol, voleibol e tênis. Entre 2013 e 2020, o estádio passou por uma remodelação completa, onde passou a contar com gramado sintético.